# Abubaker Kaki
Abubaker Kaki Khamis (in arabo أبو بكر خميس كاكي‎?; Muglad, 21 giugno 1989) è un mezzofondista sudanese, specializzato negli 800 metri piani, disciplina in cui ha vinto un argento ai Mondiali del 2011, e due ori ai Mondiali indoor del 2008 e 2010.

## Palmarès
| Anno | Manifestazione               | Sede        | Evento       | Risultato  | Prestazione | Note                                     |
| ---- | ---------------------------- | ----------- | ------------ | ---------- | ----------- | ---------------------------------------- |
| 2005 | Mondiali allievi             | Marrakech   | 1500 m piani | Bronzo     | 3'45"06     | Miglior prestazione personale            |
| 2005 | Campionati arabi             | Radès       | 800 m piani  | Bronzo     | 1'48"43     | Miglior prestazione personale            |
| 2005 | Campionati africani juniores | Radès       | 800 m piani  | 7º         | 1'50"30     |                                          |
| 2006 | Mondiali juniores            | Pechino     | 800 m piani  | 6º         | 1'48"46     |                                          |
| 2007 | Giochi panafricani           | Algeri      | 800 m piani  | Oro        | 1'45"22     | Miglior prestazione nazionale under 20   |
| 2007 | Giochi panafricani           | Algeri      | 4×400 m      | 7º         | 3'09"37     |                                          |
| 2007 | Giochi panarabi              | Il Cairo    | 800 m piani  | Oro        | 1'43"90     | Record nazionale                         |
| 2007 | Giochi panarabi              | Il Cairo    | 1500 m piani | Oro        | 3'47"92     |                                          |
| 2007 | Giochi panarabi              | Il Cairo    | 4×400 m      | Argento    | 3'06"52     | Record nazionale                         |
| 2007 | Mondiali                     | Osaka       | 800 m piani  | Batteria   | 1'46"38     |                                          |
| 2008 | Mondiali indoor              | Valencia    | 800 m piani  | Oro        | 1'44"81     | Miglior prestazione mondiale stagionale  |
| 2008 | Campionati africani          | Addis Abeba | 4×400 m      | Argento    | 3'04"00     | Record nazionale                         |
| 2008 | Mondiali juniores            | Bydgoszcz   | 800 m piani  | Oro        | 1'45"60     |                                          |
| 2008 | Giochi olimpici              | Pechino     | 800 m piani  | Semifinale | 1'49"19     |                                          |
| 2009 | Mondiali                     | Berlino     | 800 m piani  | Semifinale | dnf         |                                          |
| 2010 | Mondiali indoor              | Doha        | 800 m piani  | Oro        | 1'46"23     | Miglior prestazione personale stagionale |
| 2010 | Campionati africani          | Nairobi     | 4×400 m      | 4º         | 3'08"52     |                                          |
| 2011 | Mondiali                     | Taegu       | 800 m piani  | Argento    | 1'44"41     |                                          |
| 2012 | Giochi olimpici              | Londra      | 800 m piani  | 7º         | 1'43"32     | Miglior prestazione personale stagionale |

## Altre competizioni internazionali
2008
- Oro al Bauhaus-Galan ( Stoccolma), 1000 m piani - 2'13"93
- Oro ai Bislett Games ( Oslo), 800 m piani - 1'42"69

2009
- Bronzo al Bauhaus-Galan ( Stoccolma), 1000 m piani - 2'16"98
- Oro all'Herculis ( Monaco), 800 m piani - 1'43"50

2010
- Oro al Prefontaine Classic ( Eugene), 1000 m piani - 2'13"62
- Argento ai Bislett Games ( Oslo), 800 m piani - 1'42"23
- Oro all'Herculis ( Monaco), 800 m piani - 1'43"10
- Argento al Memorial Van Damme ( Bruxelles), 800 m piani - 1'43"84

2011
- Bronzo all'Herculis ( Monaco), 1500 m piani - 3'31"76
- Oro al Prefontaine Classic ( Eugene), 800 m piani - 1'43"68

2012
- Oro al Prefontaine Classic ( Eugene), 800 m piani - 1'43"71

2013
- Bronzo al Prefontaine Classic ( Eugene), 800 m piani - 1'44"09